# 傑連
45°54′45″N 29°11′16″E / 45.91250°N 29.18778°E

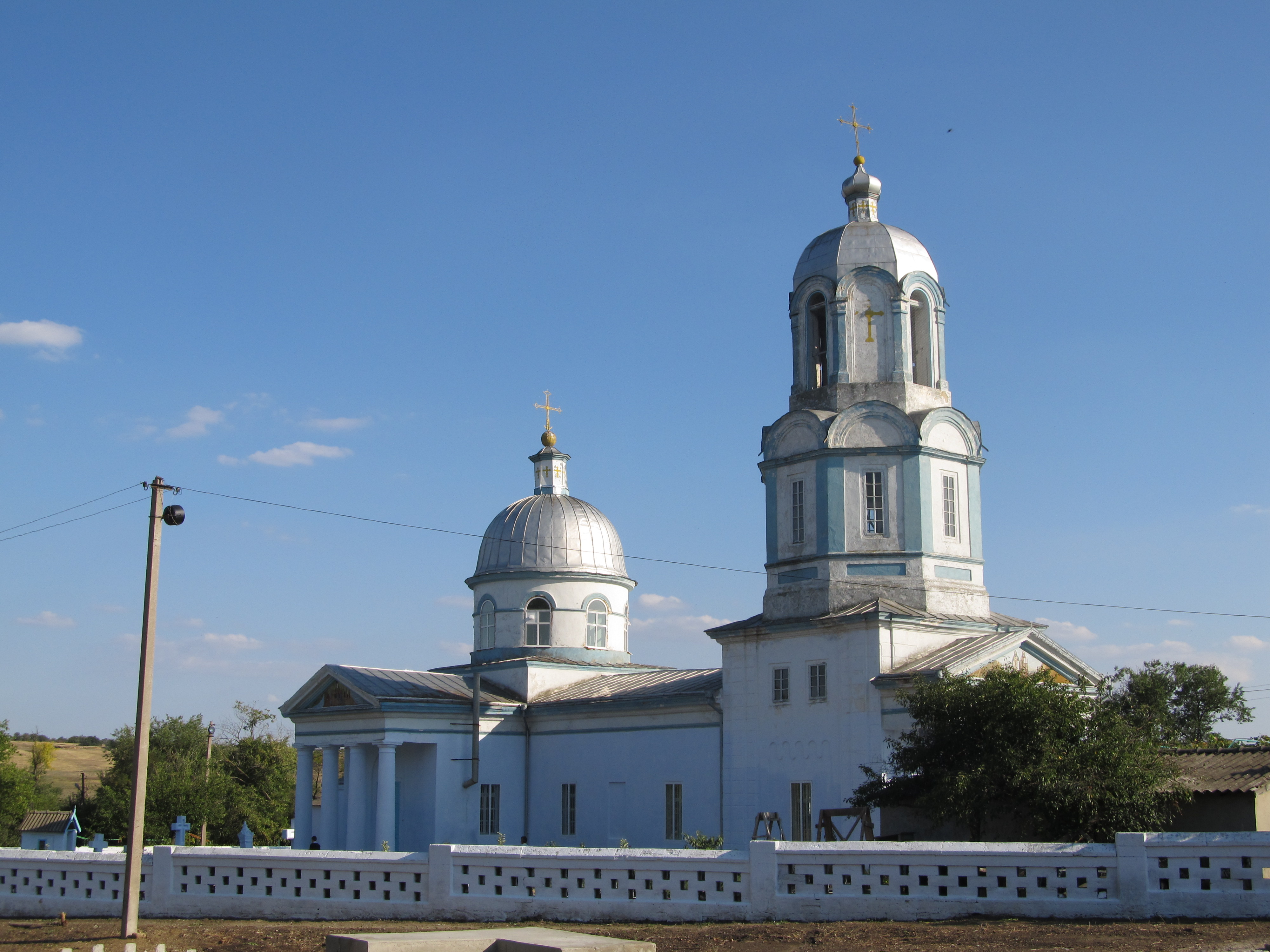

德倫（烏克蘭語：Делень）是位於烏克蘭西南部的村莊，由敖德萨州裡博爾赫拉德區的阿爾齊茲市鎮負責管轄。該村始建於1830年，面積2.83平方公里，海拔高度51米，2024年人口2,056，人口密度每平方公里920.85人。